# Londonski Tower
Londonski toranj, poznat i pod svojim engleskim imenom Tower of London, srednjovjekovna je tvrđava koja čini jednu od središnjih gradskih točaka i nalazi se na istočnom rubu povijesnog središta Londona uz samu sjevernu obalu rijeke Temze. Pod tim imenom se često misli na središnju četverokutnu građevinu (White Tower).
Središnji dio Londonskog tornja, Bijelu tvrđavu (White Tower) izgradio je engleski kralj Vilim Osvajač 1078. godine, primarno sa zadaćom obrambene utvrde koja je trebala štititi normanske osvajače Engleske od vanjskih osvajača ali i od stanovništva Londona. Izgrađena je od kamena uvezenog iz Francuske na temelju nacrta i pod nadzorom Francuza Gundulfa, biskupa Rochestera.
U 12. stoljeću engleski kralj Rikard I. Lavljeg Srca dao je tvrđavu opasati obrambenim zidom i jarkom, a jarak je potpuno završio i učinio svrsishodnim kralj Henrik III. koji je ujedno tvrđavu, izgradnjom pratećih zgrada, učinio tada najvećom kraljevskom palačom i rezidencijom. Gradnju cjelokupnog kompleksa završio je engleski kralj Edvard I. u 13. stoljeću.
No, Londonski toranj je mnogo poznatiji po svojoj funkciji zatvora, mučilišta i gubilišta za visokopozicionirane kraljevske zatvorenike i protivnike od kojih su većina bile značajne osobe engleske povijesti, kao na primjer: engleski kralj Henrik VI. i njegova supruga Margareta, brat kralja Eduarda IV. George, kralj Eduard V. i njegov brat Rikard, druga supruga kralja Henrika VIII. Ana Boleyn i njena sestra Jane, peta supruga Henrika VIII. Katarina Howard, kraljica Jane Grey i mnogi drugi.
Londonski toranj je do sredine 20. stoljeća služio u vojne svrhe i kao zatvor za pojedine važne zatvorenike. Zanimljivost je da je jedan od posljednjih zatvorenika Londonskog tornja bio i nacistički dužnosnik Rudolf Hess koji je u svibnju 1941. ovdje bio zatvoren četiri dana.
Danas se u Tornju čuva kruna kraljice Elizabete II. te kraljevski dragulji. Toranj osigurava elitna grupa čuvara (osnovanih 1485.) tzv. Yeomen Wardera ili Beefeatera (koji su svoj drugi i popularniji naziv dobili po tome što su tijekom prošlosti, u doba kada je to bila rijetkost, bili hranjeni kvalitetnim (goveđim) mesom). Danas ti čuvari, osim poslova čuvanja samog zdanja obavljaju i poslove turističkih vodiča. U rujnu 2007., prvi puta u povijesti te službe, kao čuvarica bila je zaposlena i jedna žena.
Još se jedan kuriozitet veže uz Toranj, a to su gavrani koji su se smjestili u tvrđavi i tu su već stoljećima. Trenutno ih je osam i svaki od njih ima svoje ime. U samom narodu izraz "biti poslan u Toranj" značilo je biti uhićen i zatvoren.
- Vodena vrata, glavni ulaz u londonski toranj
- Normanska Bijela tvrđava
- Tijekom 400 godina na Tower Hillu je smaknuto više od 112 ljudi.
- Pripadnik Yeomen Wardersa u karakterističnoj odori
- Kraljevska državna kruna

## Popis slavnih zatočenika
| - Jakov I., kralj Škotske - Owain Glyndŵr, posljednji domaći vladar Walesa - Ivan, kralj Škotske - David II., kralj Škotske - Karlo, vojvoda Orleansa - Ivan II., francuski kralj - Henrik VI., kralj Engleske | - Edvard V. - Thomas More - Anne Boleyn - Jane Grey - Elizabeta I. - Walter Raleigh - Rudolf Hess |

## Vanjske poveznice
Službena stranica  Arhivirana inačica izvorne stranice od 28. veljače 2011. (Wayback Machine)